# ماري إلين ويبر
ماري إلين ويبر (بالإنجليزية: Mary Ellen Weber)‏ (و. 1962 – م) هي رائدة فضاء، ومهندسة، وعالمة، وكيميائية، وأستاذة جامعية من الولايات المتحدة الأمريكية . ولدت في كليفلاند، أوهايو .

## ريادة الفضاء
شاركت في المهمات الفضائية:
- STS-101[3]
- STS-70.[3]

## التعليم
تعلمت في جامعة كاليفورنيا، بركلي، وSouthern Methodist University